# 傾城反魂香

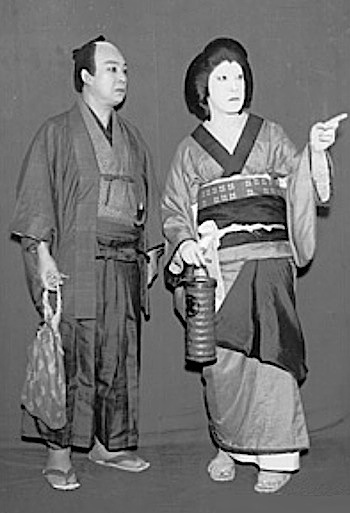
又平とお徳
----
六代目尾上菊五郎の又平と三代目中村梅玉のお徳、昭和14年5月歌舞伎座『傾城反魂香』「土佐将監閑居の場」より

『傾城反魂香』（けいせい はんごんこう、契情反魂香とも）は歌舞伎・人形浄瑠璃の演目。三段構成のうち、現在は上の段の「土佐将監閑居の場」、通称「吃又」（どもまた）がよく上演される。
もとは、近松門左衛門作の人形浄瑠璃で、宝永5年（1708年）に大坂竹本座で初演されたと推定される。享保4年（1719年）大坂嵐三右衛門座で歌舞伎化された。
狩野元信の150回忌を当て込んで書かれた作品で、絵師狩野元信と恋人・銀杏の前の恋愛に、正直な絵師又平（岩佐又兵衛がモデル）の逸話と、名古屋山三と不破伴左衛門との争いから来るお家騒動をないまぜにしたものである。
歌舞伎の初演で三代目嵐三右衛門が又平をつとめて以来、多くの役者によって又平の人間像が練り上げられた。「片岡十二集」の一つである。

## 外題の由来
外題にある「反魂香」は、中唐の詩人白居易の著した『李夫人詩』に記された「反魂香」の故事に基づいたもの。前漢の武帝は亡くした李夫人を偲ぶことしきりだったので、あるとき道士に霊薬をつくらせてその香を焚いてみると、はたして彼女の魂が反ってきたかのように李夫人の姿が煙の内に見えたという。

## あらすじ
絵師・土佐将監（土佐光信がモデル）の娘は越前で傾城（遊女）となり遠山と名乗っていた。遠山は狩野元信に土佐家の秘伝を伝え、結婚の約束を交わす。しかし、元信は六角左京太夫の娘・銀杏の前に気にいられ、結婚の誓いを立ててしまう。元信は不破伴左衛門らによって捕えられるが、血で描いた虎が絵から抜け出して元信を救う。
一方、遠山は遊女から遣手に身を落とし、みやと名を変えながら、ひたすら元信を思い続けていた。みやは元信と銀杏の前の祝言の場に現われ、7日間だけ元信と夫婦にしてほしいと銀杏の前に頼みこむ。銀杏の前はやむなく承諾する。こうして一時の夫婦暮らしが始まるが、みやは既に死んでおり、霊魂が姿を現したものであることが判明する。
「土佐将監閑居の場」は元信が描いた虎のエピソードに続く場面である。

### 土佐将監閑居の場
時の帝の勘気を受け、絵師・土佐将監は妻の北の方と山科の国に隠れ住んでいる。その里に虎が出没する騒ぎが起こり、弟子の修理之助は我が国に虎は住まぬのにといぶかる。そこへ裏の藪から巨大な虎が出現。驚き恐れる村人を尻目に、将監はこの虎こそ名人狩野四郎次郎元信筆の虎に魂が入ったものと見破る。修理之助はわが筆力でかき消さんと筆をふるい、見事に描き消す。弟子の実力を認めた将監は、修理之助に土佐光澄の名と免許皆伝の書とを与える。
これを聞いた兄弟子の浮世又平は妻のお徳ともども、師に免許皆伝を頼み込む。又平は人がよく絵の腕は抜群なのだが、生まれついての吃音の障害を持ち、欲がない。折角の腕を持ちながら大津絵を書いて生計を送る有様である。そんな弟子にいら立ちを覚えた師は覇気がないとみなして許可しない。妻のお徳が口の不自由な夫に代わって縷々申し立てても駄目であった。
折しも元信の弟子の雅楽之助が、師の急難を告げる。又平は、これこそ功をあげる機会と助太刀を願うが、これもあえなく断られ、修理之助が向かうことになる。

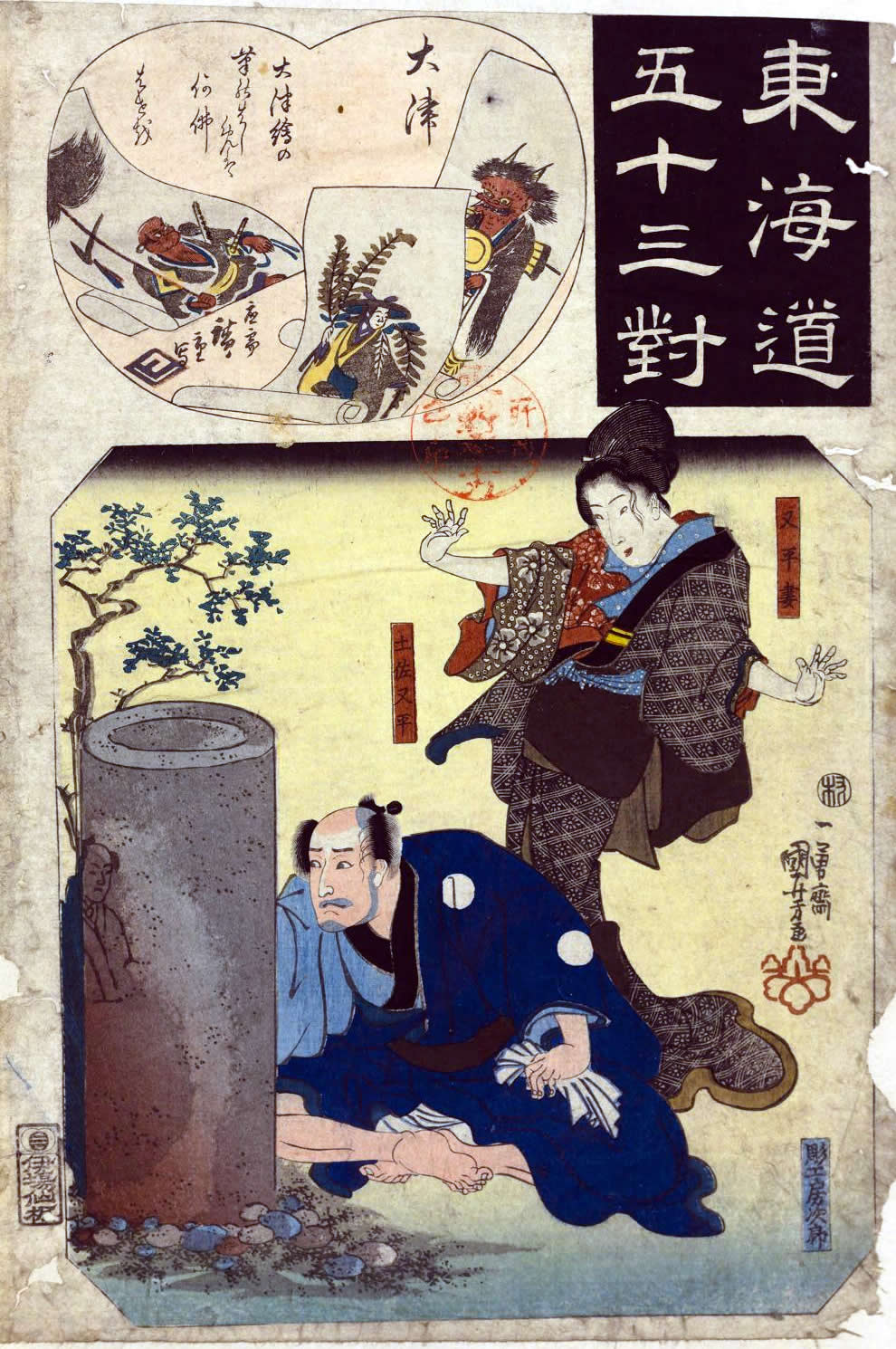
「東海道五十三對」より『大津』、土佐又平、又平妻

何をやっても認められない。これも自身の障害のためだと絶望した又平は死を決意する。夫婦涙にくれながら、せめてもこの世の名残に絵姿を描き残さんと、手水鉢を墓碑になぞらえ自画像を描く。「名は石魂にとどまれ」と最後の力を込めて描いた絵姿は、あまりの力の入れように、描き終わっても筆が手から離れないほどであった。水杯を汲もうとお徳が手水鉢に眼をやると、何と自画像が裏側にまで突き抜けているのであった。「かか。ぬ、抜けた！」と驚く又平。お前の執念が奇跡を起こしたのだと感心した将監は、又平の筆力を認め土佐光起の名を与え免許皆伝とし、元信の救出を命じた。
又平は、北の方より与えられた紋付と羽織袴脇差と礼服を身につけ、お徳の叩く鼓に乗って心から楽しげに祝いの舞を舞う。そして舞の文句を口上に言えば、きちんと話せることがわかる。将監から晴れて免許状の巻物と筆を授けられた又平夫婦は喜び勇んで助太刀に向かうのであった。

## 解説
『吃又』は障害を持つ夫とそれを支える妻の夫婦愛が主題となっている。又平は初代中村鴈治郎、十一代目片岡仁左衛門、六代目尾上菊五郎、二代目尾上松緑、十二代目市川團十郎らが得意とし、今日では十五代目片岡仁左衛門が得意としている。お徳は三代目中村梅玉、七代目尾上梅幸、二代目中村鴈治郎らが得意とし、近年では四代目坂田藤十郎が得意としていた。なかでも初代鴈治郎と六代目菊五郎が又平の双璧と謳われた。両者と舞台を共にした梅玉は、後年彼らの所作の違いを振り返って、「鴈治郎の又平は力が人一倍入る熱のこもったもので、花道から舞台に引き戻そうとしてもなかなか動かず疲労困憊したのに対し、菊五郎の又平は一見力が入っているように見えて実は全く入っていない、ごく自然なものだった」と述懐している。
山場のひとつが、手水鉢に又平の自画像が浮かび上がる場面であり、手水鉢の中に入った黒衣が又平の像を裏側から描いている。